# Nitrogén
A nitrogén a periódusos rendszer V.A csoportjába tartozó nemfémes elemek egyike. Rendszáma 7, vegyjele N. Vegyértékelektron-szerkezete 2s22p3. A nitrogén elemi állapotban színtelen, szagtalan, íztelen, kevéssé reakcióképes kétatomos gáz. A Föld légkörének 78,09 térfogatszázalékát alkotja. A nitrogént 1772-ben fedezte fel Daniel Rutherford skót orvos, mikor rájött, hogy a levegőből elkülöníthető.
A nitrogén az univerzumban gyakran előforduló elem, becslések szerint a galaxisunkban és a Naprendszerben a hetedik leggyakoribb elem. A szupernóvákban szén és hidrogén fúziójával szintetizálódik. Az elemi nitrogén, illetve a hidrogénnel és oxigénnel alkotott vegyületei illékonyságuk miatt sokkal kevésbé gyakoriak a Naprendszer belső kőzetbolygóin; egészében véve a nitrogén viszonylag ritka elem a Föld kérgében. Azonban – mint a Földön – a nitrogén és vegyületei gázhalmazállapotban gyakran előfordulnak a légkörrel rendelkező bolygók és holdak atmoszférájában.
Számos iparilag fontos vegyület, mint például az ammónia, a salétromsav, a szerves nitrátok (hajtógázok és robbanóanyagok), és a cianidok is tartalmaznak nitrogént. Az elemi nitrogénben lévő rendkívül erős kötés meghatározó jelleggel bír; nehézséget okoz az organizmusoknak és az iparnak egyaránt, hogy a N2 gázt hasznos vegyületekké alakítsa, ugyanakkor gyakran hasznos, nagy mennyiségű energia szabadul fel, amikor ezek a vegyületek elégnek, felrobbannak, vagy nitrogéngázra bomlanak vissza. A szintetikusan előállított ammónia és nitrátok kulcsfontosságú ipari műtrágyák; azonban ezek egyben a legfőbb szennyező anyagok is, melyek a vizek eutrofizációját okozzák.
A legfőbb felhasználási területeken kívül a nitrogénvegyületek sokoldalú szerves anyagok. A nitrogén alkotóeleme olyan változatos anyagoknak, mint a kevlár szövet és cianoakrilát ragasztó. A nitrogén összetevője minden nagyobb farmakológiai gyógyszer osztály – beleértve az antibiotikumok – molekuláinak is. Számos készítmény elő-gyógyszere, vagy imitációja a természetes nitrogéntartalmú jelző molekuláknak: például a szerves nitrátok közé tartozó nitroglicerin és a nitroprusszid képes a vérnyomás kontrollálására, mert azok metabolitja a természetes nitrogén-monoxid. A növényi alkaloidok (gyakran a növény védelmére szolgáló vegyületek) is tartalmaznak nitrogént, így sok jelentős nitrogéntartalmú gyógyszer – mint például a koffein és a morfin – hatással van az állati neurotranszmitterek receptoraira.
Nitrogén előfordul minden élő szervezetben, elsősorban az aminosavakban (és így fehérjékben), valamint a nukleinsavakban (DNS és RNS). Az emberi test mintegy 3 tömegszázalék nitrogént tartalmaz, ezzel az oxigén, a szén és a hidrogén után a negyedik leggyakoribb elem az emberi testben. Az elem mozgását a levegőből a bioszférába és a szerves vegyületekbe, majd onnan vissza a légkörbe a nitrogénciklus írja le.

## Története és etimológiája
Régi magyar neve: légeny vagy azót.

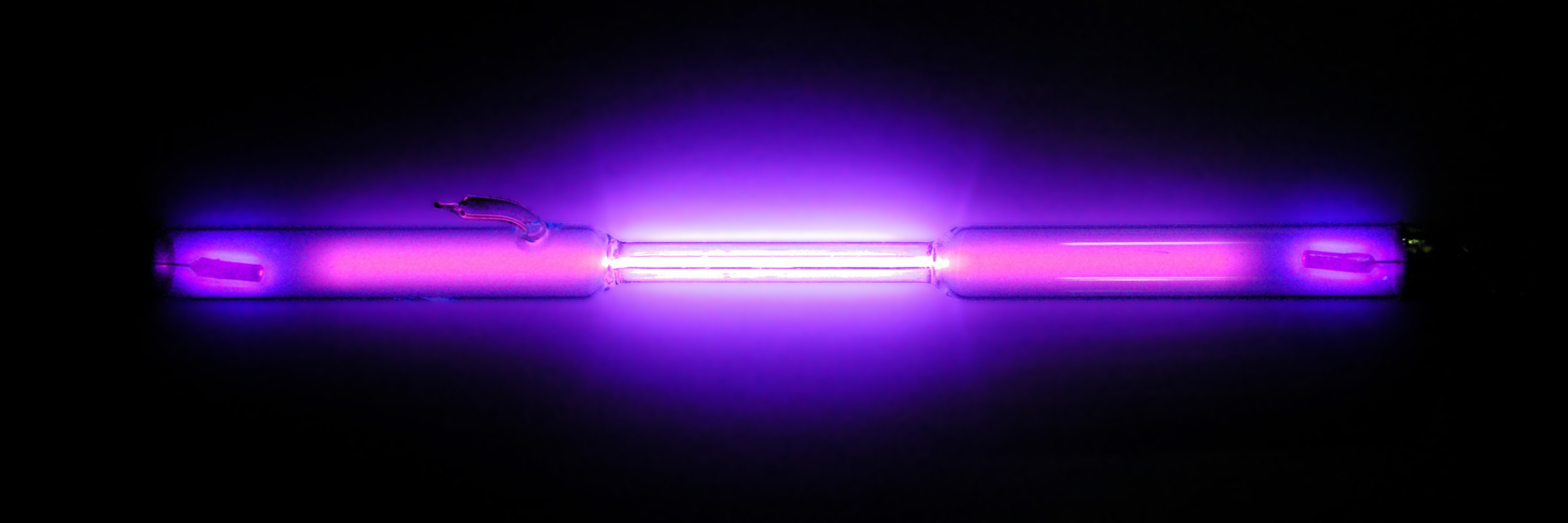
Nitrogéntöltetű kisülési cső

A nitrogént hivatalosan Daniel Rutherford skót orvos fedezte fel 1772-ben, aki „kártékony levegőnek” (noxious air) vagy „rögzített levegőnek” (fixed air) nevezte azt. Rutherford számára ismert volt az a tény, hogy a levegő olyan összetevője, amely nem táplálja az égést. Körülbelül ugyanabban az időben Carl Wilhelm Scheele, Henry Cavendish, és Joseph Priestley is vizsgálta nitrogént; ők „megégett levegőként” vagy „flogisztikálódott levegőként” utaltak rá. A nitrogéngáz eléggé közömbös volt, belélegezvén az állatok elpusztultak, és a tűz kialudt benne; így Antoine Lavoisier úgy hivatkozott rá, mint „fojtó levegő” illetve „azote”; a görög ἄζωτος (azotos) szó után, melynek jelentése élettelen. Lavoisier kifejezése a nitrogénre széles körben elterjedt; Magyarországon az „azotum”, „azót” kifejezésekkel illették, olyan szavak mellett, mint a „fojtós matéria, „fojtószer” és „fullasztó”. A nyelvújítás idején, a magyar kémiai műnyelv létrehozására irányuló erőltetett törekvések vezettek a „légeny” szó megszületéséhez; ám ez sok más szóval egyetemben nem honosodott meg, a tudomány képviselői idővel visszatértek a nemzetközi kifejezésekre.
A ma is használatos nitrogén elnevezés a francia nitrogène szóból származik, amelyet 1790-ben alkotott meg Jean-Antoine Chaptal (1756–1832) francia kémikus, a görög nitron (nátrium-karbonát) és a francia gène (termelő) szavakból. A nitrogént megtalálták a salétromsavban; Chaptal felfogása szerint a nitrogéngáz a salétromsav alapvető része volt. (A salétromsav salétromból (kálium-nitrát) származtatható, melynek régebbi elnevezését (nitre) nátrium vegyületekre is használták).[forrás?]
A nitrogén vegyületei már a középkorban is jól ismertek voltak. Az alkimisták a salétromsavat aqua fortis (erős víz) néven ismerték. A salétromsav és a sósav elegyének neve aqua regia (királyvíz) volt, mert arról volt híres, hogy feloldotta az aranyat (a fémek királyát). A legkorábban katonai, ipari, és mezőgazdasági célokra felhasznált nitrogénvegyület a salétrom volt (nátrium-nitrát és kálium-nitrát), elsősorban puskaporként, majd műtrágyaként hasznosították. 1910-ben John William Strutt felfedezte, hogy egy elektromos kisülés a nitrogéngázban „sárga fényben ragyogó, örvénylő felhő” formájában „aktív nitrogént” eredményez, amely egy egyatomos allotrop módosulatnak tekinthető. Az aktív nitrogén reagált a higannyal, robbanásveszélyes higany-nitridet alkotva.

## Előállítása
A nitrogéngáz ipari gáz, amelyet cseppfolyós levegőből frakcionált desztillációval vagy gáz-halmazállapotú levegőből mechanikus úton állítanak elő (pl. túlnyomásos fordított ozmózisos membrán vagy nyomásadszorpció (pressure swing adsorption) révén). A kereskedelmi nitrogén gyakran az acélgyártáshoz szükséges oxigénkoncentrációt megteremtő iparilevegő-feldolgozás mellékterméke. Palackba sűrítve gyakran nevezik OFN-nek (oxigénmentes nitrogén).
Laboratóriumi körülmények között előállítható például ammónium-nitrit hevítésével,[forrás?] vagy ammónium-klorid vizes oldatának és nátrium-nitrit reakciójával.
{\displaystyle \mathrm {NH_{4}NO_{2}\ \rightarrow \ N_{2}\ +\ 2\ H_{2}O} }
{\displaystyle \mathrm {NH_{4}Cl\left(aq\right)\ +\ NaNO_{2}\left(aq\right)\ \rightarrow \ N_{2}\left(g\right)\ +\ NaCl\left(aq\right)\ +\ 2\ H_{2}O\left(f\right)} }
Ez utóbbi reakcióban kis mennyiségben NO- és HNO3-szennyeződés is keletkezik. A szennyeződések eltávolíthatók, ha a gázt kálium-dikromát-tartalmú vizes kénsavoldaton vezetik át. Nagyon tiszta nitrogén állítható elő bárium-azid vagy nátrium-azid termikus bontásával.
{\displaystyle \mathrm {2\ NaN_{3}\ \rightarrow \ 2\ Na\ +\ 3\ N_{2}} }

## Tulajdonságai

A nitrogén elektronszerkezete

A nitrogén nagy elektronegativitású (3,04) nemfémes elem. Vegyértékhéján öt elektron található, ennek következtében a legtöbb vegyületében három vegyértékű. Molekulája kétatomos (N2), benne háromszoros kovalens kötés van, melyből egy szigma-kötés és kettő pi-kötés. Ez a hármas kötés az egyik legerősebb. Nem táplálja az égést. Ennek a kötésnek az erőssége meghatározó a természeti és az emberi gazdasági tevékenységek szempontjából, mert megnehezíti a nitrogéngáz más vegyületekké alakítását, de megkönnyíti azok ismételt N2 gázzá alakítását (ez nagy energiafelszabadulással jár).
Légköri nyomáson a molekuláris nitrogén forráspontja 77 K (−195,79 °C); olvadáspontja pedig 63 K (−210,01 °C); szilárd halmazállapotban allotrop kristályszerkezete béta hexagonális. 35,4 K (−237,6 °C) alatt a nitrogén köbös kristályszerkezetű allotrop módosulatként van jelen (úgynevezett alfa-fázis). A cseppfolyós nitrogén egy a vízhez hasonló megjelenésű folyadék, ismert kriogén anyag; sűrűsége a vízének 80,8 százaléka (a folyékony nitrogén sűrűsége a forrásponti hőmérsékleten 0,808 g/ml).
A nitrogén kettőnél több atomot tartalmazó allotrop módosulatait, mint például az N3 és N4, laboratóriumban sikerült előállítani. Rendkívül magas nyomáson (1,1·106 atm) és magas hőmérsékleten (2000 K) a nitrogén egyszeres kötésű, szinklinális (gauche) köbös kristályszerkezetű anyaggá polimerizálódik. (Ilyen körülményeket gyémánt üllővel lehet előállítani). Ez a struktúra nagyon hasonló a gyémántéhoz, mindkettő rendkívül erős kovalens kötéseket tartalmaz; ezért az N4 beceneve a „nitrogén gyémánt”.
Egyéb (még nem szintetizált) allotrópjai közé tartozik a hexazin (N6, a benzolgyűrű analogonja), és az oktaazakubán (N8, a kubán analogonja). Az előbbiről azt feltételezik, hogy rendkívül instabil; míg az utóbbi az előrejelzések szerint kinetikailag stabil, a molekula szimmetriájából adódóan.

### Izotópjai

A CNO-ciklus áttekintése

A nitrogénnek két stabil izotópja létezik: 14N és 15N. Messze a leggyakoribb a nitrogén-14 (99,634 %), amely a csillagokban termelődik a CNO-ciklus során. A tíz szintetizált izotóp közül a 13N felezési ideje durván tíz perc, míg a többi nem-stabil izotópé másodperc nagyságrendű.
A biológiailag közvetített reakciók (pl. asszimiláció, nitrifikáció és denitrifikáció) határozott ellenőrzés alatt tartják a talaj nitrogéndinamikáját. Ezek a reakciók általában a talaj 15N-dúsulását és a termékek kimerülését eredményezik.
A Föld légkörében lévő molekuláris nitrogén egy kis része (0,73 %) a 14N15N izotopológ (ez tehát két különböző nuklidot tartalmazó nitrogénmolekula); míg a fennmaradó rész szinte teljes egészében 14N2.
A 16N radioizotóp a domináns radionuklid a nyomottvizes, illetve a forralóvizes reaktorok hűtőfolyadékában, azok normál működése esetén. A vízben lévő oxigén-16-ból keletkezik (n,p) reakció révén. Rövid, körülbelül 7,1 másodperces felezési ideje van, de miközben oxigén-16-tá bomlik vissza, nagy energiájú (5–7 MeV) gamma-sugárzást bocsát ki. Emiatt a nyomottvizes reaktor primer hűtőközegének hozzáférhetőségét a reaktor működése alatt korlátozni kell. A nitrogén-16 az egyik legfontosabb alkalmazott eszköz, amellyel a primer hűtőkör szekunder gőzkörbe való csekély szivárgását is azonnal észlelni lehet.
Hasonlóképpen korlátozni kell működés közben a forralóvizes reaktorú atomerőmű gőzköreinek bármelyikének összetevőihez való hozzáférést. A kondenzátorból származó kondenzátumot általában tíz percig állni hagyják, hogy lehetővé tegyék a nitrogén-16 elbomlását. Ez szükségtelenné teszi a tápvíz csővezetékek és szivattyúk leárnyékolását, és a hozzáférésük korlátozását.[forrás?]

### Elektromágneses spektruma

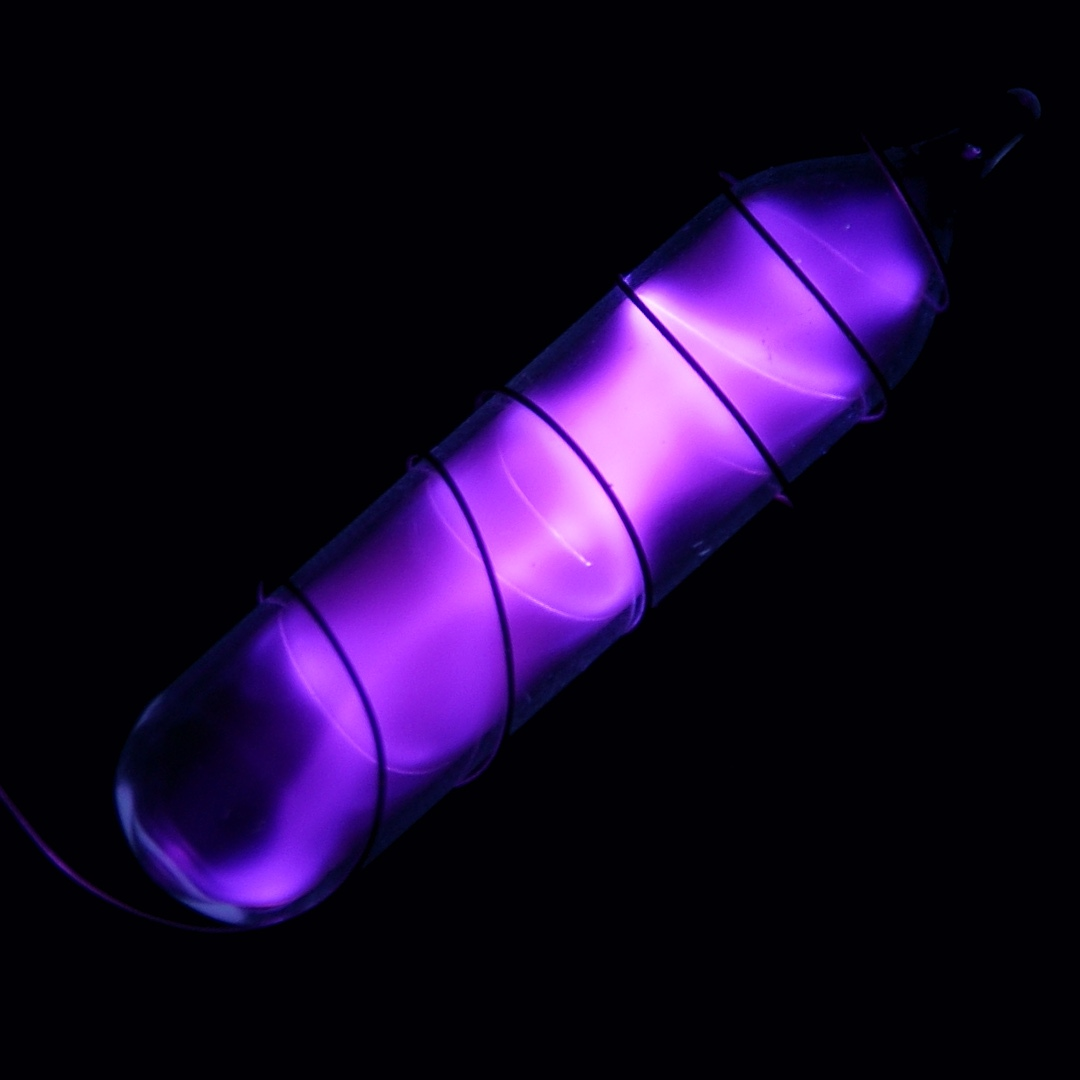
Egy üvegcse ultratiszta, izzó nitrogéngáz (<N_{2})

A molekuláris nitrogén (14N2) nagy mértékben átlátszó az infravörös és látható tartománybeli sugárzás számára, mivel a dipólusmomentuma nulla, és így nem tud kölcsönhatásba lépni az ilyen hullámhosszúságú elektromágneses sugárzással. Ugyanakkor jelentős abszorpció figyelhető meg extrém ultraibolya hullámhosszokon, mintegy 100 nanométertől kezdődően. Ez szorosan összefügg a molekula olyan állapotai közötti elektron-átmenetekkel, melyek során az elektronok nem egyenlő mértékben oszlanak meg az atomok között. A nitrogén abszorpciója vezet a Föld, illetve más bolygók felső légkörében az ultraibolya sugárzás jelentős elnyeléséhez. Ez a jelenség megvédi a földi életet a halálos sugárzásoktól, azonban zavaró körülmény a csillagászati képalkotások során. Hasonló okokból a tiszta molekuláris nitrogén lézerek jellemzően az ultraibolya tartományban bocsátanak ki fényt.
A nitrogén hozzájárul a sarki fény kialakulásához, annak révén, hogy nagy energiájú elektromágneses sugárzás hatására a nitrogén elektronjai magasabb héjakra ugranak (az atom gerjesztett állapotba kerül), majd innen fénykibocsátás mellett alapállapotba kerül vissza (az elektronok alacsonyabb héjakra ugranak). A Föld felső légkörének kék ragyogását (földfény), és a légkörbe belépő űrhajók ablakában látszódó kékes izzást jellemzően nem a molekuláris nitrogén, hanem az oxigénnel egyesülő szabad nitrogénatomok okozzák, mely folyamatban nitrogén-monoxidot (NO) képeznek.[forrás?]
A nitrogéngáz is mutat szcintillációt.

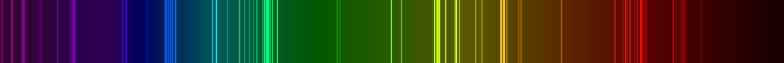
A nitrogén spektruma

### Reakciói

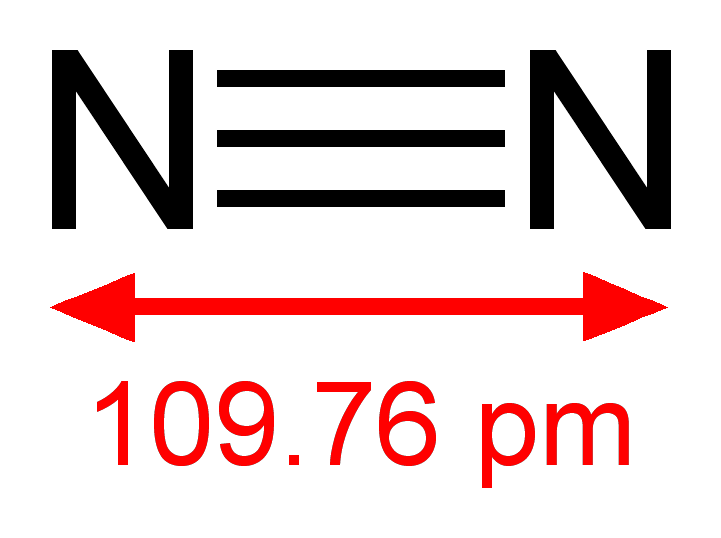
Az N_{2} szerkezete

A nitrogén standard hőmérsékleten és nyomáson általában véve nem reakcióképes elem. A nitrogéngáz csak kevés vegyülettel reagál spontán, ellenáll a savaknak és bázisoknak, valamint az oxidálószereknek és a legtöbb redukálószernek. Kivételt képez a lítium, amellyel a nitrogén szobahőmérsékleten is reagál, így lítium-nitrid (Li3N) képződik:
{\displaystyle \mathrm {6\ Li\ +\ N_{2}\ \rightarrow \ 2\ Li_{3}N} }
Magasabb hőmérsékleten a magnézium is reakcióba lép a nitrogénnel, magnézium-nitridet képezve.
{\displaystyle \mathrm {3\ Mg\ +\ N_{2}\ \rightarrow \ \ Mg_{3}N_{2}} }
Égése a természetben villámláskor játszódik le; a nitrogén magas, körülbelül 3000 °C hőmérsékleten egyesül az oxigénnel (lent). A nitrogén-monoxid azonban keletkezhet tüzelési folyamatokban; illetve enzimatikus segítséggel szintetizálódhat az emlősök és a primitív élőlények sejtjeiben is.
{\displaystyle \mathrm {N_{2}\ +\ O_{2}\ \rightarrow \ 2\ NO} }

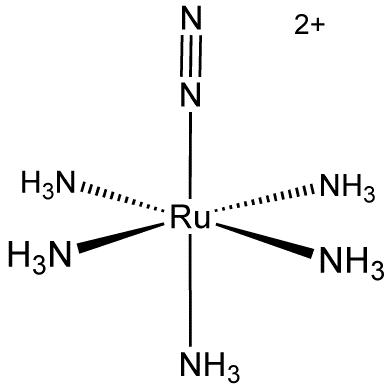
A [Ru(NH_{3})_{5}(N_{2})]^{2+} szerkezete

A N2 számos adduktumot képez az átmenetifémekkel. Az első példa dinitrogén-komplexre a [Ru(NH3)5(N2)]2+. Azonban érdekes megjegyezni, hogy az N2 ligandum hidrazin bomlásából származik, és nem szabad dinitrogén hozzákapcsolódásából. Ma már számos ilyen vegyület létezik, beleértve például: IrCl(N2)(PPh3)2; W(N2)2(Ph2PCH2CH2PPh2)2; és [(η5-C5Me4H)2Zr]2(μ2, η2,η2-N2). Ezek a komplexek szemléltetik, hogy a dinitrogén hogyan kötődhet fémekhez a nitrogenáz enzimekben; illetve a Haber–Bosch-eljárás katalizátorában. 2005-ben publikáltak egy katalitikus eljárást, amely molibdén-komplex és proton forrás jelenlétében ammóniává redukálja a nitrogént.
A nitrogénvegyületek ipari célú előállításának kiinduló lépése a Haber-eljárás; amelyben a nitrogént N2 és H2 reakciójával kötik meg, vas(II, III)-oxid (Fe3O4) katalizátor jelenlétében körülbelül 500 °C-on, 200 atmoszféra nyomáson. A biológiai nitrogén megkötés a természetben élő cianobaktériumokban és a növények gyökerében szintén molekuláris nitrogénből állít elő ammóniát. A bioszférában lévő nitrogén zömének forrását jelentő reakciót vas- és molibdénatomokat tartalmazó nitrogenáz enzim komplex katalizálja; energiája (−20,5 kJ/mol) pedig az adenozin-trifoszfát (ATP), adenozin-difoszfátot és szervetlen foszfátot eredményező hidrolíziséből származik.[forrás?]

## Előfordulása
A nitrogén a Föld légkörének leggyakoribb összetevője (a száraz levegő 78,082 térfogat-, illetve 75,3 tömegszázaléka nitrogén). Ez a nagy koncentráció azonban nem tükrözi a nitrogén alacsony előfordulását a Föld összetételében, mert az elem nagy részét a Nap még a bolygó kialakulásának korai szakaszában elpárolgatta.
A nitrogén gyakori elem az univerzumban, tömeg szerint közelítőleg a hetedik leggyakoribb kémiai elem a galaxisunkban és a Naprendszerben. Az ottani előfordulásáról azt gondolják, hogy teljes egészében a szupernóvákban fuzionálódó hidrogén és szén eredményeképpen jön létre. A Far Ultraviolet Spectroscopic Explorer segítségével csillagászok molekuláris nitrogént és nitrogénvegyületeket mutattak ki a csillagközi térben.
Az elemi nitrogén, illetve a hidrogénnel és oxigénnel alkotott gyakori vegyületei illékonyságuk miatt, a Nap hője következtében gáz formában eltűntek a korai Naprendszer planetezimáljairól; így elvesztek a belső Naprendszer kőzetbolygói számára. A nitrogén ennélfogva viszonylag ritka elem e belső bolygókon, köztük a Föld egészén. Ebben a tekintetben a neonra emlékeztet, amely hasonló előfordulással bír a világegyetemben; ezzel szemben ritka elem a belső Naprendszerben. A nitrogén becslések szerint a földkéreg 30. leggyakoribb összetevője. Létezik néhány viszonylag ritka nitrogénásvány, mint például a salétrom (kálium-nitrát), a chilei salétrom (nátrium-nitrát) és az ammónium-klorid. Ezek is elsősorban kiszáradt óceáni ágyakból mint koncentrátumok ismertek, mivel a természetben előforduló nitrogénvegyületek közül jobban oldódnak vízben.[forrás?] Hasonló történik a szintén meglehetősen ritka elem, a bór oldhatósága kapcsán is.
A nitrogén és vegyületei azonban sokkal gyakoribbak gáz formában azon bolygók és holdak légkörében, melyek elég nagyok ahhoz, hogy atmoszférájuk legyen. Például, a molekuláris nitrogén nem csupán a Föld légkörének; hanem a szaturnuszi hold, a Titán sűrű légkörének is fő alkotórésze. Továbbá, köszönhetően a gravitáció visszatartó erejének alacsonyabb hőmérsékleten, a nitrogén és vegyületei értékelhető mennyiségben fordulnak elő a gázóriások légkörében.
A nitrogén jelen van minden élő szervezetben, a fehérjékben, a nukleinsavakban, és más molekulákban. Jellemzően a növényi anyagok száraz tömegének körülbelül 4%-át, és az emberi test körülbelül 3%-át teszi ki. Jelentős összetevője az állati hulladéknak (például guanó), általában karbamid, húgysav, ammóniumvegyületek, és ezen nitrogéntartalmú termékek származékainak formájában található meg; melyek alapvető tápanyagai az összes olyan növénynek, melyek nem tudják megkötni a légköri nitrogént.[forrás?]

## Felhasználása

### Nitrogéngáz

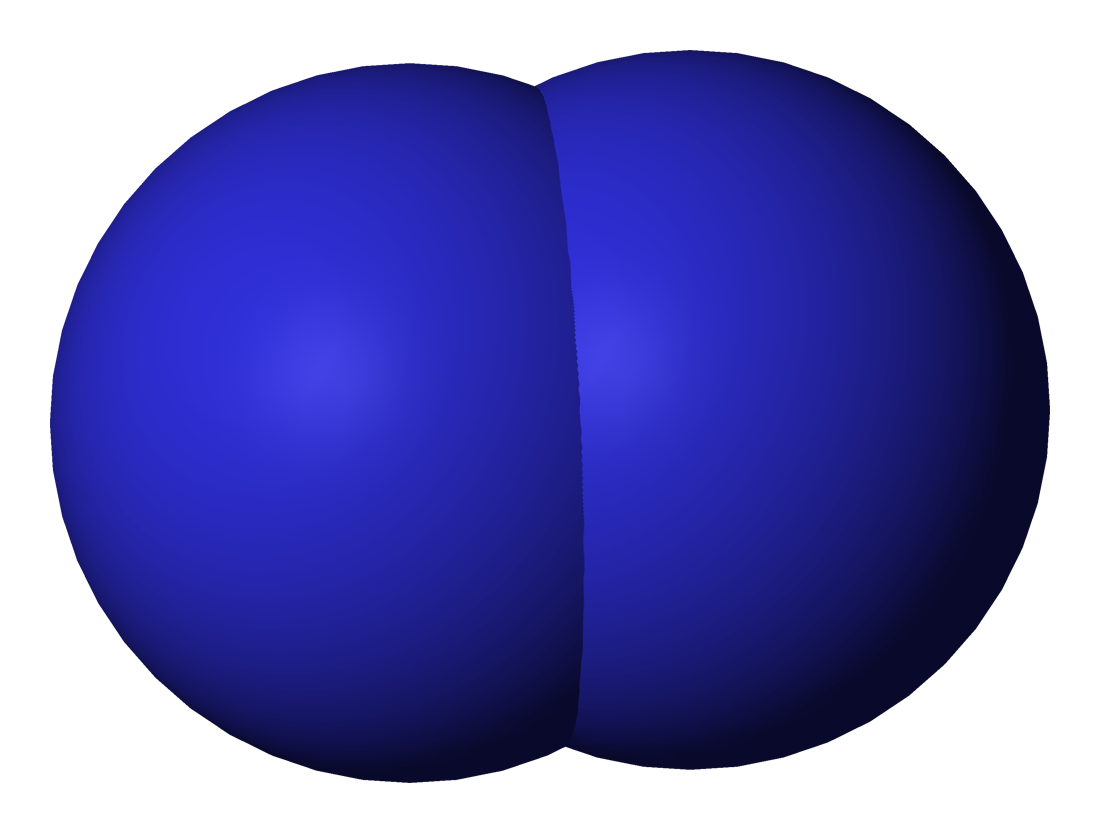
Kétatomos nitrogénmolekula (N_{2}) képe

A nitrogéngázt számos területen alkalmazzák (például inert gázként helyettesíti a levegőt ott, ahol az oxidáció nemkívánatos):
- Inert atmoszféra előállítására, tisztán vagy szén-dioxiddal keverve; hogy megőrizze a csomagolt vagy ömlesztett élelmiszerek frissességét (késlelteti az avasodást és egyéb oxidatív károsodásokat). A tiszta nitrogént, mint élelmiszer-adalékanyagot az Európai Unió az E941-es E-számmal jelöli..[41]
- A hagyományos izzólámpákban, mint az argon olcsó alternatívája.[42]
- Elektronikus alkatrészek, mint például tranzisztorok, diódák, és integrált áramkörök gyártásához.[forrás?]
- Szárítva és nyomás alá helyezve, dielektrikum gázként használják nagyfeszültségű berendezésekben.[forrás?]
- Rozsdamentes acél gyártásához.[43]
- Katonai repülőgépek üzemanyag-rendszerében, hogy csökkentsék a tűzveszélyt.[forrás?]
- Tűzveszélyes folyadékokkal töltött tartályok tetején, biztonsági intézkedésként (nitrogénpárna).
- Közúti és légi járművek gumiabroncsainak töltésére.[44]
- Az üzemelés körülményei között nem cseppfolyósodó inert gáztöltetként, például légrugókban, tűzoltó palackokban.
- Ammóniagyártáshoz:

{\displaystyle \mathrm {N_{2}\ +\ 3\ H_{2}\ \leftrightarrow \ 2\ NH_{3}} }
- A nitrogént a kémiai analízisben is elterjedten alkalmazzák a minták előkészítésekor. Arra használják, hogy töményítsék és csökkentsék a folyadékminták térfogatát. A nyomás alatt lévő nitrogéngázt merőlegesen a folyadék felszínére irányítva, lehetővé válik, hogy az oldószer elpárologjon, miközben az oldott anyag(ok) hátramaradnak.[45]
- Egyéb, kevésbé elterjedt használata is van a nitrogéngáznak, például az Egyesült Államok Alabama államában a halálbüntetés végrehajtásakor használják.[46] A nitrogéngáztól az elítélt oxigénhiányos állapotba kerül, ami végül halálhoz vezet.[47]

### Cseppfolyós nitrogén

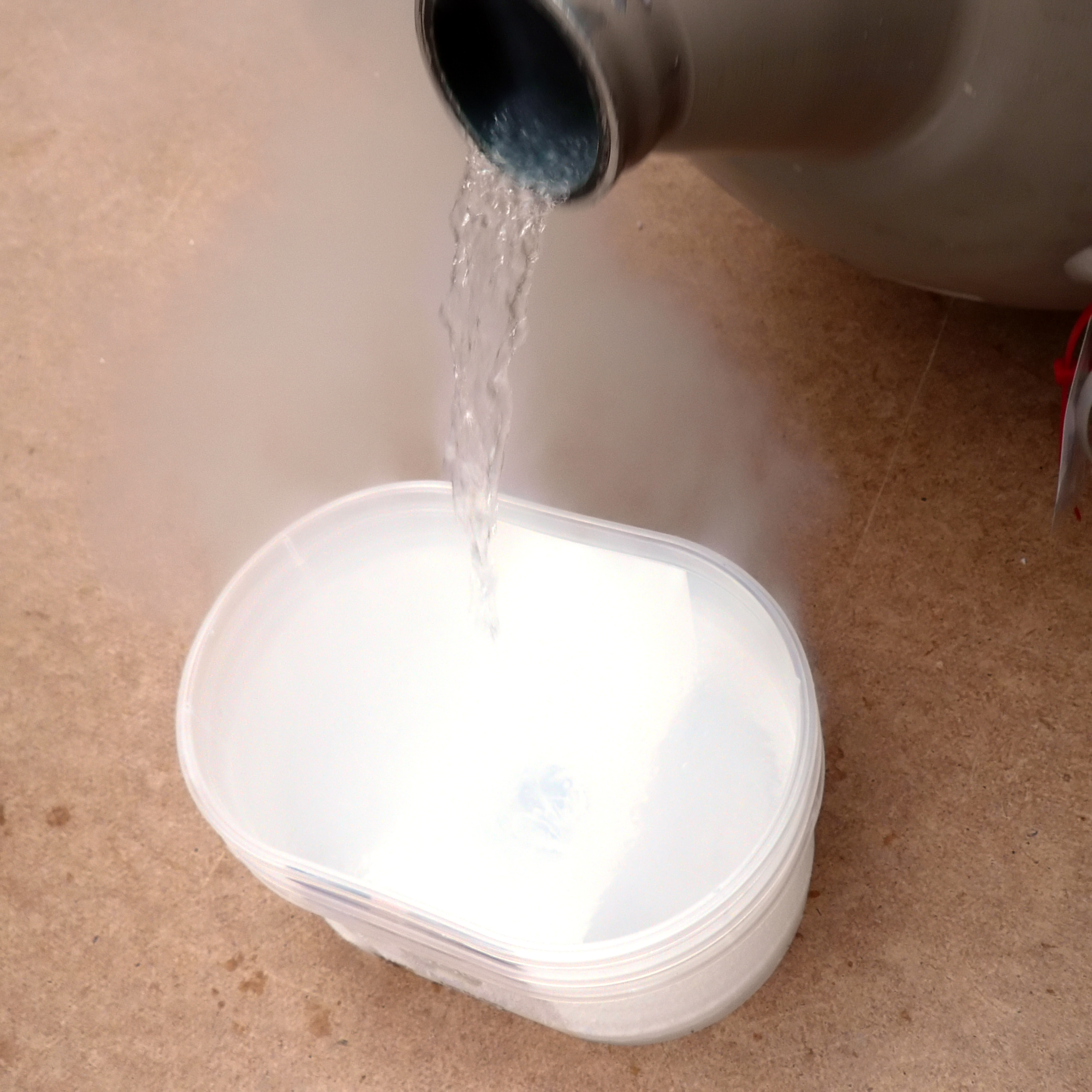
Folyékony nitrogén kitöltése

A cseppfolyós nitrogén egy kriogén folyadék. Légköri nyomáson −195,8 °C-on forr. Ha megfelelő tartályban, például termoszban szigetelik el, jelentős párolgási veszteség nélkül szállítható.
A szárazjéghez hasonlóan a folyékony nitrogént főleg hűtőközegként használják fel. Többek között vér, reproduktív sejtek (sperma és petesejt), illetve egyéb biológiai minták és anyagok krioprezervációjára használható fel. A krioterápia során klinikailag a bőrön alkalmazzák, hogy eltávolítsák a cisztákat és szemölcsöket. Bizonyos laboratóriumi berendezésekben a hidegcsapdákban alkalmazzák, illetve felhasználják röntgendetektorok vagy infravörös érzékelők hűtésére. Alkalmazzák órajelnél gyorsabban működtetett számítógépek központi feldolgozóegységeinek és egyéb eszközeinek hűtésére, melyek a normál működésnél több hőt termelnek.

### Nitrogénvegyületek
A nitrogén összekapcsolása, illetve megkötése a modern ipari kémia legfontosabb jellemzője. A nitrogénből és a földgázból a Haber–Bosch-eljárással ammónia állítható elő. Az ammónia egyrészt közvetlenül felhasználható (elsősorban műtrágyaként és nitro-műtrágyák előállítására); másrészt más fontos anyagok – beleértve a robbanóanyagokat is – prekurzoraként, az Ostwald-eljárással előállított salétromsav útján.
A salétromsav szerves és szervetlen sói a kémiai energia történelmileg fontos és kényelmes tárolói voltak. Ezek közé fontos vegyületek tartoznak, például a kálium-nitrát (amit a lőporban használtak) és az ammónium-nitrát, amely fontos műtrágya és robbanóanyag (lásd ANFO). Egyéb különböző nitrált szerves vegyületek, mint a nitroglicerin, a trinitrotoluol, és a nitro-cellulóz robbanóanyagokként és a modern lőfegyverek hajtóanyagaiként használatosak. A salétromsavat oxidálószerként használják a folyékony üzemanyagú rakétákban. A hidrazin és származékai rakéta-üzemanyagokként és hajtógázokként használhatóak fel. A legtöbb ilyen vegyület instabilitását és robbanásra, illetve égésre való hajlamát az okozza, hogy a nitrogén oxidként, és nem a sokkal stabilabb nitrogén molekulaként (N2) van jelen, amely ezen vegyületek termikus bomlásának eredménye. Amikor a nitrátok elégnek vagy felrobbannak, a kialakuló dinitrogénmolekula erős hármas kötése termeli a legtöbb energiát a reakció során.
A nitrogén összetevője minden nagyobb gyógyszerosztály molekuláinak a farmakológiában és az orvostudományban. A dinitrogén-oxidot (N2O) a 19. század elején fedezték fel, mint részleges érzéstelenítő, habár azt csak később használták műtéti érzéstelenítésre. Kéjgáznak nevezték, és úgy találták, hogy belégzése a részegséghez hasonlító állapotot idéz elő. Egyéb említésre méltó nitrogéntartalmú gyógyszerek a növényi alkaloidokból származó drogok, mint például a morfin (sok alkaloida létezik, amelyről ismert, hogy farmakológiai hatású; egyes esetekben ezek a növény ragadozókkal szembeni természetes kémiai védelmét szolgálják). A nitroglicerin és a nitroprusszid ismert vérnyomás- és a szívműködés-szabályzók, melyek a nitrogén-monoxid hatását utánozzák.

## Vegyületei
A nitrogén legfontosabb semleges hidridje az ammónia (NH3), noha a hidrazint (N2H4) is gyakran alkalmazzák. Az ammónia 6 nagyságrenddel bázikusabb, mint a víz. Oldatban ammóniumiont (NH4+) képez. A folyékony ammónia (forráspontja 240 K) amfoter anyag (azaz kijelzi a Brønsted-Lowry féle savas vagy bázikus jelleget is), ezenfelül amidionokat képez (NH2–). Amid és nitrid (N3−) sók is ismertek, de ezek vízben lebomlanak. Az ammónia alkil-vegyületekkel egy-, két-, három- illetve négyszeresen szubsztituált vegyületei az aminok. A négyszeresen szubsztituált, úgynevezett kvaterner aminok kereskedelmileg és biológiailag is egyaránt jelentősek; mindemellett mivel a négy szubsztituens egy pozitív töltésű nitrogénatomot eredményez, így ezek egyben vízben oldható, vagy legalábbis amfoter vegyületek.[forrás?]
A nitrogén anionok (negatív töltésű ionok) másik nagy csoportja a mérgező azidok (N3–). Az azidok lineáris molekulák, és bár elektronszerkezetük a szén-dioxidhoz hasonló, de a szervezetben a cianidokhoz hasonló módon kötődnek a vas-tartalmú enzimekhez. Egy másik, azonos szerkezetű molekula a színtelen és viszonylag inert altatógáz, a dinitrogén-oxid (dinitrogén-monoxid, N2O), más néven kéjgáz. Ez a vegyület a különböző nitrogén-oxidok egyike, mely családot gyakran NOx-ként rövidítik. A nitrogén-monoxid (NO) egy természetes szabad gyök, amelyet növények és állatok egyaránt használnak a jelátvitel során; például értágulatkor (vazodilatáció) a vérerek simaizom-szöveteinek elernyedését okozza. A vöröses színű, és mérgező nitrogén-dioxid (NO2) párosítatlan elektront tartalmaz; illetve fontos összetevője a szmognak. A párosítatlan elektront tartalmazó nitrogén vegyületek hajlamosak a dimerizációra (így párosíva az elektronjaikat), és általában véve nagyon reaktívak. A kapcsolódó savak a salétromossav HNO2, és a salétromsav HNO3; sóik a nitritek és a nitrátok.
A többi oxid, mint például a dinitrogén-trioxid (N2O3), a dinitrogén-tetroxid (N2O4), illetve a dinitrogén-pentoxid (N2O5), nem stabil, és robbanásveszélyes; amely egyenes következménye az N2 kémiai stabilitásának. Szinte mindegyik hipergol-hajtóanyagú rakéta N2O4 használ oxidálószerként; ezek üzemanyagai a hidrazin különböző származékai, melyek szintén nitrogénvegyületek. Ezeket a rakéta-hajtóműveket széles körben használták, a Space Shuttle-n és az Apollo-program rakétáin, mert e hajtóanyagok szobahőmérsékleten folyadékok, és külön gyújtó-rendszer nélkül, érintkezéskor begyulladnak; ez lehetővé teszi a pontosan szabályzott égést. Néhány rakéta, mint a Titan II és az Ariane 1-4 is hipergol üzemanyagokat használ, bár a trend távolodik ezektől költségvetési és a biztonsági okok miatt. Az N2O4 a salétromsav (HNO3) előállításának köztes terméke, és egy meglehetősen erős oxidálószer.
A nitrogén figyelemre méltó azokról a robbanásszerűen instabil vegyületekről, amelyek belőle állíthatóak elő. A nitrogén-trijodid (NI3) egy rendkívül érzékeny robbanóanyag. A nitrocellulóz, amelyet cellulóz salétromsavval történő nitrálásával állítanak elő, lőgyapot néven is ismert. A glicerin nitrálásával gyártható nitroglicerin a dinamit veszélyesen instabil robbanásveszélyes összetevője. A hozzá képest stabilabb, de kevésbé erős robbanóanyag, a trinitrotoluol (TNT) az a standard robbanóanyag, amelyhez a nukleáris robbantások erejét mérik.
A nitrogén szerves vegyületekben is megtalálható. A gyakori nitrogéntartalmú funkciós csoportok közé tartoznak: az aminok, az amidok, a nitro-csoportok, az iminek, és az enaminok. Egy vegyi anyag nitrogén tartalmát a Kjeldahl-módszerrel lehet meghatározni.

## Biológiai szerepe
A nitrogén nélkülözhetetlen építőköve az amino- és nukleinsavaknak, amelyek alapvető fontosságúak a földi élet számára.
A légkörben lévő elemi nitrogént közvetlenül nem tudják felhasználni sem a növények, sem az állatok; át kell alakítani (meg kell kötni) megfelelő állapotba, hogy hasznos legyen a magasabb rendű növények és állatok számára. A csapadék gyakran tartalmaz jelentős mennyiségű ammóniumiont és nitrátot, melyről azt gondolják, hogy a villámlás, illetve egyéb légköri elektromos jelenségek nitrogén megkötésének eredménye. Ezt először Liebig javasolta 1827-ben, majd később megerősítették. Mivel azonban az erdő lombkoronája a légköri nitráthoz képest jobban megtartja az ammóniumionokat, a kötött nitrogén többsége nitrátként éri el a talaj felszínét a fák alatt. A fa gyökerei ezzel szemben előnyösebben asszimilálják a talaj-nitrátokat, mint a talajbeli ammóniumionokat.
Egyes különleges baktériumok (pl. Rhizobium trifolii) rendelkeznek nitrogenáz-enzimmel, amely ammóniumion formájában megköti a légköri nitrogént, így kémiailag hasznossá alakítja a magasabb rendű szervezetek számára. Ehhez a folyamathoz nagy mennyiségű energia és anoxiás körülmények szükségesek. Ezek a baktériumok képesek szabadon élni a talajban (pl. Azotobacter), de általában egy szimbiotikus kapcsolatban élnek a hüvelyes növények (pl. lóhere (Trifolium), vagy szójabab (Glycine max)) gyökérgumóival. A nitrogén-megkötő baktériumok szintén szimbiózisban élnek számos független növényfajjal is, például az égerrel (Alnus), a zuzmókkal, a kazuárfával (Casuarina), a májmohákkal, és az óriáslapuval (Gunnera).
A szimbiotikus kapcsolat részeként a növény a megkötött ammóniumionokat nitrogén-oxidokká és aminosavakká alakítja, hogy fehérjéket és más molekulákat (például alkaloidokat) képezzen belőlük. Mindezért cserébe a növény cukrot juttat (szekretál) a szimbióta baktériumoknak. A hüvelyesek anaerob (oxigénmentes) környezetet tartanak fenn a nitrogén-megkötő baktériumok számára.[forrás?]
A növények képesek asszimilálni a nitrogén közvetlenül nitrátok formájában is, melyek jelen lehetnek a talajban természetes ásványok, műtrágyák, állati hulladék, vagy szerves bomlás (nem kifejezetten a növényhez kapcsolódó baktériumok termékeként) formájában. Az ilyen módon elnyelt nitrátok először nitritekké alakulnak a nitrát reduktáz enzim hatására, majd a nitrit reduktáz enzim ammóniává alakítja őket.
A nitrogén vegyületek az állati biológia alap építőkövei is egyben. Az állatok növényi eredetű nitrogéntartalmú aminosavakat használnak kiindulási anyagként a nitrogén-biokémiájukhoz, beleértve a fehérjék és nukleinsavak gyártását is. A növényeken táplálkozó rovarok függenek az étrendjükben szereplő nitrogéntől, oly módon, hogy a növényre szórt nitrogén-műtrágya mennyiségének változtatása kihatással van a növényből táplálkozó rovarok szaporodási ütemére.
Az oldható nitrátok fontos korlátozó tényezői bizonyos, az óceán vizein élő baktériumok szaporodásának. Sok helyen a világon, a termőföldeken alkalmazott műtrágyázás eredményeképpen az elfolyó oldható nitrogén a folyótorkolatoknál az óceánokba jut. Ez a folyamat a vizek eutrofizációját eredményezheti, mivel a nitrogénalapú baktériumok elszaporodása kimeríti víz oxigéntartalmát, míg végül a magasabbrendű organizmusok elpusztulnak. A szennyező folyamatok miatt jól ismert „holt zóna” a Mexikói-öböl partvidéke, és a Fekete-tenger.[forrás?]
Sok tengeri hal nagy mennyiségű trimetilamin-oxidot állít elő, hogy megvédje őket a környezetük erős ozmotikus hatásai ellen; ennek a vegyületnek a dimetilaminná alakulása felelős a nem-friss tengeri halak korai szagáért. Az állatokban, az aminosavakból származó nitrogén-monoxid (NO) szabad gyökök, fontos szabályozó molekulák a keringésben.
A nitrogén-monoxid vízzel való gyors reakciója az állatokban nitrit anyagcseretermékek termelődését eredményezi. Az állatok nitrogén anyagcseréje a fehérjékben általában karbamid kiválasztását; míg a nukleinsavakban karbamid és húgysav kiválasztását eredményezi. A bomló állati hús jellegzetes szagát hosszú szénláncú, nitrogén-tartalmú aminok keletkezése okozza; mint például a putreszcin és kadaverin, melyek az ornitin és lizin - aminosavak - illetve a pusztuló fehérjék bomlástermékei.
Az organizmusok hulladékai és bomlástermékei előállítanak ugyan kis mennyiségű nitrátot, de a nitrogéntartalom nagy része végül molekuláris nitrogén formájában visszatér a légkörbe. A nitrogén körforgása a légkörből az organizmusokba, majd onnan vissza: a nitrogén ciklus.

## Biztonság
Nitrogéngáz gyors felszabadulása zárt térben kiszoríthatja az oxigént, következésképpen a fulladás veszélye áll fenn. Elképzelhető néhány figyelmeztető tünet, mivel az emberi karotid test (glomus caroticum) egy viszonylag lassú és rossz oxigénhiány (hypoxia) érzékelő rendszer. Hasonló eset történt röviddel az első Space Shuttle űrsikló-misszió fellövése előtt 1981-ben, amikor két technikus elvesztette az eszméletét (és egyikük meghalt), mert beléptek az űrsikló mobil indítóállványának egy kamrájába, amely tűzvédelmi elővigyázatosságból tiszta nitrogénnel volt nyomás alá helyezve.[forrás?]
Amikor az ember magas parciális nyomású nitrogént lélegez be (magasabb, mint kb. 4 bar; búvárkodás esetén 30 méter alatti mélységben tapasztalható) a gáz érzéstelenítő szerként kezd hatni. Ez nitrogén narkózishoz vezethet, amely egy átmeneti, félig altatott agykárosító állapot, hasonló ahhoz, amit a dinitrogén-oxid okoz.
A nitrogén emellett feloldódik a véráramban és a test zsírszöveteiben. A gyors dekompresszió (túl gyorsan felemelkedő búvárok, vagy kabin nyomásról szkafander nyomásra túl hamar áttérő űrhajósok esetén) egy potenciálisan végzetes állapothoz vezethet, amelyet keszonbetegségnek (másik nevén dekompressziós betegség) neveznek; mely során nitrogén buborékok keletkeznek a véráramban, az idegekben, ízületekben, és egyéb érzékeny vagy fontos területeken. Egyéb inert gázok (a szén-dioxidon és az oxigénen kívül) használata azonos hatású buborékokat eredményez, így a nitrogén, mint gázkeverék lecserélése megakadályozza ugyan a nitrogén narkózis kialakulását, de nem akadályozza meg a dekompressziós betegséget.
A folyékony nitrogénnel való közvetlen érintkezés súlyos fagyási sérüléseket okoz. Ez a folyékony nitrogén formájától függően vagy azonnal az érintkezéskor, vagy néhány másodperccel azt követően következik be. Az ömlesztett folyékony nitrogén kevésbé gyors fagyást okoz, mint egy permetnyi nitrogén-köd (melyet a dermatológiai gyakorlatban bizonyos bőrelváltozások lefagyasztására használnak). A nitrogénnel átitatódott anyagok általi extra felület is fontos szereppel bír; az átitatódott ruházat vagy pamut sokkal gyorsabb fagyást eredményez, mintha a folyadék közvetlenül a bőrre kerülne. A csupasz bőr, és a folyékony nitrogén cseppek közti „teljes” érintkezést ugyanis a Leidenfrost-hatás következtében létrejött szigetelő gázréteg megakadályozza. Ez a jelenség néhány másodpercnyi védelmet biztosít a fagyás ellen. Azonban a bőrön, vagy a szöveteken alkalmazott nitrogén-permet megkerüli ezt a hatást, és emiatt helyileg azonnali fagyási sérülést okoz.
Bizonyos esetekben biztonsági okokból oxigénérzékelőket alkalmaznak, ha zárt térben kell folyékony nitrogénnel dolgozni, így időben figyelmeztetni lehet a munkásokat a gázszivárgásra.

## Fordítás
- Ez a szócikk részben vagy egészben  a   Nitrogen című angol Wikipédia-szócikk ezen változatának fordításán alapul.  Az eredeti cikk szerkesztőit annak laptörténete sorolja fel. Ez a jelzés csupán a megfogalmazás eredetét és a szerzői jogokat jelzi, nem szolgál a cikkben szereplő információk forrásmegjelöléseként.